# 名古屋市立極楽小学校
名古屋市立極楽小学校（なごやしりつ ごくらくしょうがっこう）は、愛知県名古屋市名東区高針台三丁目にある公立小学校。校長は牧野ゆかり。

## 概要
- 大針一丁目、大針二丁目、大針三丁目、極楽一丁目、極楽二丁目、極楽三丁目、極楽四丁目、高針台一丁目、高針台二丁目、高針台三丁目などが通学区域であり、公立中学校の進学先は名古屋市立高針台中学校である[1]。

## 沿革
- 1979年（昭和54年）4月 - 名古屋市立高針小学校東分校として設置される。
- 1980年（昭和55年）4月 - 名古屋市立極楽小学校として独立し、開校する。

## 交通アクセス
- 名古屋市営バス【幹藤丘1号系統】、【幹星丘1号系統】「極楽西」バス停より徒歩約3分。
- 名鉄バス近距離高速バス 名古屋・高針線「極楽西」バス停より徒歩約3分。
  - 名鉄バスセンターより【100】【106】「愛知学院大学」行。

## 周辺施設
- 名古屋市立名東高等学校
- 名古屋市立高針台中学校
- 名古屋市立高針小学校
- 名古屋市立貴船小学校
- 牧野池
- 猪高緑地